# 조엘 히긴즈
조엘 히긴스(Joel Higgins, 1943년 9월 28일 ~ )는 40년 이상을 아우르는 무대 경력을 포함, 미국에서 활동한 배우이자 가수이다.
블루밍턴에서 태어났다.

## 출연 작품

### 텔레비전
- 제1구조대 (1979)
- 아빠는 멋쟁이 (1982-87)
- 패밀리 매터스 (1997)
- 아빠 뭐하세요 (1999)
- JAG (2000)
- 크로싱 조던 (2003)
- 에드 (2003)